# تحدي (فلم 2008)
المدافع (بالإنجليزية: Defiance) هو فيلم حرب تم إنتاجه في الولايات المتحدة سنة 2008.

## القصة
قصة الفيلم تدور احداثها الحقيقية في سنة 1941 م لمجموعة من اليهود يختبأون في الغابات هرباً من اعدامات النازيين فيشكلون جبهة دفاع خاصه بهم

## الميزانية والإيرادات
بلغت تكلفة إنتاج الفيلم حوالي 50 مليون دولار بينما حقق أرباحا تقدر بـ 56,462,926 دولار.

## روابط خارجية
- مقالات تستعمل روابط فنية بلا صلة مع ويكي بيانات